# 柴田紀子
柴田紀子（しばた のりこ、1971年12月 - ）は日本の検察官、法務官僚。

## 来歴
京都大学法学部卒業。1996年より司法修習生となる。1998年 検事任官。2005年4月 法務総合研究所国際協力部教官。諸外国に対する法整備支援に従事。2006年2月 国際協力機構民事裁判教育改善プロジェクトの専門家としてカンボジアへ派遣。横浜地方検察庁特別刑事部検事などを経て、2015年12月 国連薬物・犯罪事務所東南アジア・大洋州地域事務所勤務。2019年7月17日 法務省大臣官房国際課長。2021年9月3日 法務省大臣官房審議官（国際・人権担当）。2024年7月22日 東京高等検察庁検事。2025年4月17日 大阪高等検察庁公判部長。